# Lola Todd
Lola Todd (New York City, 14 maggio 1904 – Los Angeles, 31 luglio 1995) è stata un'attrice statunitense.

## Biografia
Nei primi anni Venti si trasferì a Hollywood decisa a intraprendere la carriera di attrice. Scoperta dal produttore Carl Laemmle, ottenne la sua prima parte nel 1923 con il film The Ghost City, seguito da Rustlin' Buster, con Jack Mower e da altre dieci pellicole interpretate l'anno seguente. Nel 1925 fu scelta tra le tredici promesse "WAMPAS Baby Stars".
Nel 1926 recitò in cinque film, tra i quali The Bells, con Lionel Barrymore, ma la sua attività era in declino: nei tre anni successivi partecipò a sette film, ed ebbe una parte di primo piano nel western Taking a Chance, con Rex Bell. Il suo primo film sonoro, il cortometraggio di Mack Sennett Whirls and Girls, fu anche la sua ultima interpretazione.
Visse sempre a Los Angeles, dove morì a novantuno anni nel 1995.

## Riconoscimenti
- WAMPAS Baby Star nel 1925

## Filmografia parziale
- The Ghost City (1923)
- The Iron Man (1924)
- Pocahontas and John Smith (1924)
- The King's Command (1924)
- The Scarlet Streak (1925)
- The Demon (1926)

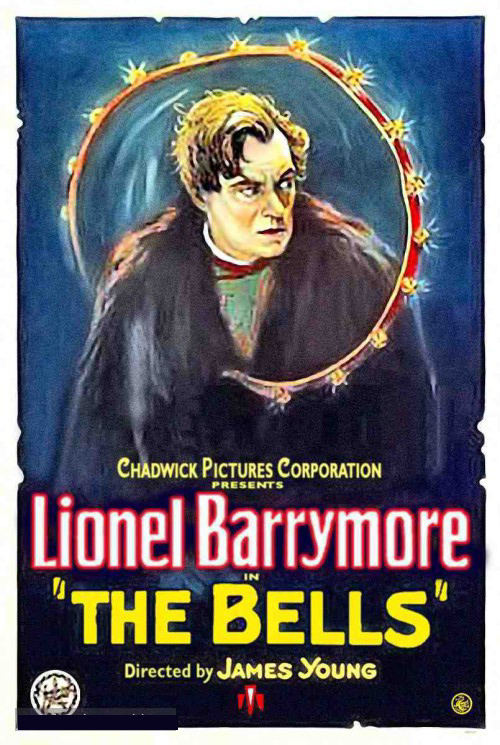
Poster del film The Bells

- The Tough Guy, regia di David Kirkland (1926)

- The Bells (1926)
- Remember (1926)
- The War Horse (1927)
- The Return of the Riddle Rider (1927)
- Red Clay (1927)
- Taking a Chance (1928)
- Whirls and Girls (1929)